# Kerstin Ahlgren
Kerstin Cecilia Ahlgren (26 oktober 1953) is een Zweedse beeldhouwer, schilder en mozaïekkunstenaar.

## Leven en werk
Ahlgren werd opgeleid aan de École des beaux-arts in Parijs (1973-1974) en vervolgens in grafische vormgeving aan de Hogeschool voor de Kunsten in Stockholm (1974-1979). Ze volgde schilderlessen aan de Gerlesborgsschool in Stockholm (1993), beeldhouwlessen aan de Koninklijke Academie voor Beeldende Kunsten in Stockholm (1993-1995), kunsttheorie aan de Hogeschool voor de Kunsten (1998) en muurschilderen aan de Koninklijke Hogeschool voor de Kunst (2006). Ze heeft een eigen atelier in Enskede. Ahlgren is lid van 'Skulptörförbundet', de Zweedse beeldhouwersvereniging.

## Werken (selectie)
- Open hand II, terrazzo, Farstavägen in Stockholm
- Pas de Deux, Drummer, Picknick en twee andere mozaïeken (2002-2004) in Upplands Väsby
- Open hand III (2003), brons, op het strand in Höganäs
- Geestverwanten (2004), brons, Marievik, Liljeholmen in Stockholm